# Martin Lee (Eishockeyspieler)
Martin Lee (* 19. März 1989 in Auckland) ist ein neuseeländischer Eishockeyspieler, der zuletzt bis 2014 für den IFK Ore in der schwedischen Division 2, der vierthöchsten Spielklasse des Landes, spielte.

## Karriere
Martin Lee begann seine Eishockeykarriere beim South Auckland Swarm, der sich seit 2007 Botany Swarm nennt, in seiner Heimatstadt und debütierte als 17-Jähriger in der New Zealand Ice Hockey League. Nachdem er 2006 als Rookie of the Year der Liga ausgezeichnet wurde, wurde er 2007, 2008, 2010 und 2011 mit dem Klub neuseeländischer Meister. Im Südhalbkugelsommer spielte er zwischenzeitlich auch in der Ukraine und in Finnland. 2011/12 spielte er in England für die Oxford City Stars und die Bristol Pitbulls. Nachdem er 2013 wieder in Neuseeland spielte, diesmal für die Canterbury Red Devils, mit denen er seinen fünften Landesmeistertitel errang, ging er wieder nach Europa, wo er 2014/15 für den GKS Katowice und den IFK Ore auf dem Eis stand. Anschließend ist er auf Klubebene nicht mehr in Erscheinung getreten.

### International
Für Neuseeland nahm Lee im Juniorenbereich an den U18-Weltmeisterschaften der Division III 2006 und 2007 sowie den U20-Weltmeisterschaften 2006 in der Division II und 2007 und 2008 teil. 
Sein Debüt in der Senioren-Nationalmannschaft gab Lee bei der Weltmeisterschaft 2010 in der Division II. Dort spielte er auch bei den Weltmeisterschaften 2012 und 2019.

## Erfolge und Auszeichnungen
- 2006 Rookie of the Year der NZIHL
- 2007 Neuseeländischer Meister mit dem Botany Swarm
- 2008 Neuseeländischer Meister mit dem Botany Swarm
- 2010 Neuseeländischer Meister mit dem Botany Swarm
- 2011 Neuseeländischer Meister mit dem Botany Swarm
- 2013 Neuseeländischer Meister mit den Canterbury Red Devils

### International
- 2008 Aufstieg in die Division II bei der U20-Weltmeisterschaft der Division III